# India Martínez
Jennifer Jessica Martínez Fernández (Còrdova, 13 d'octubre de 1985), coneguda popularment com a India Martínez, és una cantant i cantautora andalusa. L'artista, envolta per les seves arrels flamenques que sempre l'han acompanyat des dels seus inicis, va començar des de molt jove implicant-se en el món de la música actuant així per primer cop amb tan sols 12 anys a un plató de televisió al programa “Veo, veo” presentat per Teresa Rabal on va quedar finalista. Més tard quan tenia 17 anys, després de diversos anys treballant va llançar el seu primer disc “Azulejos de Lunares”. L'any 2008, va publicar el seu segon disc "Despertar", però va ser al seu tercer treball “Trece Verdades” quan va rebre el seu primer Disc d'Or. En aquest últim àlbum, concretament després de la publicació del seu single “Vencer al amor”, India Martínez va aconseguir donar-se a conèixer en l'àmbit nacional.
L'any 2012, India Martínez torna a aparèixer amb “Otras Verdades” i més tard, l'any 2013 amb “Camino de la Buena Suerte”. L'any 2014, sorgeix “Dual” entre India Martínez i Sony Music amb l'objectiu de recopilar tots els duos que ha protagonitzat la cantant andalusa al llarg de la seva carrera musical.
L'any 2016 publicà el seu setè treball, "Te cuento un secreto", amb el qual va obtenir el Disc d'Or.

## Carrera musical

### 1985 – inicis musicals
Jennifer Jessica Martínez Fernández, nascuda a Còrdova l'any 1985, va ser criada amb arrels del flamenc des dels seus inicis tant a casa seva com al seu entorn, quan tenia cinc anys va començar a estudiar dansa flamenca amb la professora Nieves Camacho.
Quan tenia onze anys, es va traslladar a viure amb la seva família a la província d'Almeria. Allà, després de les seves primeres actuacions de cant al barri de Roquetas de Mar, va ser coneguda aleshores amb el nom de “La Niña del Puerto”.
L'any 1998, amb només dotze anys, va arribar a la final del concurs infantil televisiu "Veo, Veo". A partir d'aquell moment, va començar a actuar professionalment a festivals, concursos i penyes.
L'any següent, va participar en la quarta Trobada de Penyes Flamenques d'Almeria i a la Segona Nit Flamenca de Roquetas de Mar. Més tard, l'any 2001 va aconseguir tonar a superar-se i va quedar finalista al Segon Concurs de Saete de Roquetas de Mar.
Després de guanyar un certamen de tarantos, va obtenir una beca d'estudis. A més, al I Certamen va obtenir el Premi a la Millor Actuació i el Premi Especial del Públic, i va ser premiada per un val que li permetria la gravació d'un disc. Mentrestant, sent encara molt jove, l'artista va continuar la seva trajectòria cantant en diversos esdeveniments, certàmens i festivals a Andalusia.
Després d'actuar en diversos escenaris com van ser la Fira Mundial del Flamenc 2002 a Sevilla, el Festival Flamenc per Tarantos 2003, el Festival Espantapitas 2003 i 2005 a Madrid i Almeria, als Dijous Flamencs de Cadis 2003 o al Festival Flamenc d'Almeria 2003, India Martínez va gravar el seu primer treball, "Azulejos de lunares".

### 2004: Azulejos de Lunares
L'any 2004, l'artista va treure a la venda el seu primer disc “Azulejos de Lunares”. És en aquest àlbum quan per primera vegada apareix sota el nom d'India Martínez, que sorgeix de la mà del seu productor Diego Ibáñez, que se li va atribuir per la seva imatge i els seus trets físics.
Més tard, va continuar donant recitals a foros espanyols com va ser el Festival Flamenc de Caja Madrid el 2006 i també, en foros internacionals com el Luigi Bon a Udine (Itàlia), el Gipsy Festival a Tilburg (Holanda), el Concertgebouw d'Amsterdam i el RASA d'Utrecht (Holanda), o la Kulturfabrik a Luxemburg.

### 2009: Despertar
L'any 2009 va publicar el seu segon treball discogràfic “Despertar”, una fusió de cant flamenc i sons ètnics. En aquest treball, va rendir un homenatge al seu avi interpretant la cançó “Sólo tú”, que havia mort poc abans. A més, en aquest segon disc, fusiona diversos gèneres passant per la copla, la rumba, l'alborea, fins al romanç o la guajira.
A si mateix, en aquest àlbum es va descobrir una part de les influències d'India Martínez. Aquestes influències venien donades per la diversitat cultural del seu entorn en el qual vivia, dels gustos musicals propis de l'artista que rondaven des del flamenc més pur fins a la música egípcia, romana... En concret, en aquest disc va plasmar una cançó egípcia anomenada “Tetragga Feya”.
En aquest mateix any, l'artista va ser nominada per primera vegada als premis Grammy Llatins estant el seu projecte present en les nominacions de dos categories diferents: artista de revelació i enginyeria de gravació.
Després d'aquesta nominació, India Martínez es va traslladar a viure a Madrid, on va estudiar diversos instruments, interpretació i diferents tipus de ball (ball flamenc, dansa del ventre, contemporani…). Més tard, quan es va reinventar, va arribar un nou àlbum, un nou format en el qual va poder transmetre l'essència de la seva persona, les seves 13 veritats.

### 2011: Trece Verdades
Posteriorment, després de canviar de discogràfica i reinventar-se, en passar dos anys des del seu últim treball, India Martínez va decidir llançar un nou treball on poder expressar i transmetre el que realment sentia, el que és, les seves veritats. Darrere de la col·lecció de les 13 cançons, India Martínez va mostrar en elles la barreja de cultures que havia adquirit al llarg de la seva carrera musical deixant clar que amb relació a la música, no existeixen barreres ni fronteres.
D'aquest mode es va percebre, ja que el disc va tenir un gran èxit i la cantant cordovesa va arribar a vendre moltíssims discos.
Juntament amb el disc, el single “Vencer al amor” és considerat actualment la peça del disc que va marcar un abans i un després a la carrera professional de l'artista.
Arran d'aquest projecte, va rebre el Premi Cadena Dial, juntament amb altres artistes molt importants a la música en castellà.

### 2012: Otras Verdades
Posteriorment de la seva publicació de “Trece Verdades” l'any 2011, India Martínez va decidir crear un nou format, “Otras verdades”, un conjunt de cançons d'altres artistes que han estat presents en ella al llarg de la seva carrera i que va voler versionar amb un toc personal.
Apareixen diverses cançons d'artistes, des de Gloria Estefan versionant “Hoy” fins a Shakira, Amaia Montero, Rosana, entre d'altres.

### 2013: Camino de la Buena Suerte
L'any 2013, després de ser conegudes les nominacions als premis Grammy Llatins, va ser nominada a la categoria del millor àlbum pop vocal tradicional amb el seu treball “Otras Verdades”.
Més tard, va arribar el nou treball de l'artista anomenat “Camino de la Buena Suerte”, un títol caracteritzat per la bona sort, la que es treballa, la que es lluita amb constància i sacrifici. En aquest àlbum van tornar a aparèixer nous sons musicals, concretament va destacar un toc llati a conseqüència de la gira que havia realitzat per Llatinoamèrica (Veneçuela, Colòmbia i Mèxic).
També es va incloure altres cançons escrites en nou idiomes que fins al moment no s'havien mostrat, com era el cas del francès, el romanès o l'àrab.
Aquell mateix any, l'artista va ser premiada de nou als premis de Cadena Dial.

### 2014: Dual
L'any 2014 arriba el sisè treball d'India Martínez, Dual. Un àlbum en el qual recopila els duos, invitacions o trobades que ha compartit amb diversos artistes al llarg de tota la seva carrera musical, ja que en tan sols quatre anys va reunir un material molt especial per fer front a un projecte com és Dual, protagonitzat per Sony Music, una col·lecció de duos tant en l'àmbit nacional com internacional.
Com bé diu India Martínez: “No sólo se unen dos maneras de cantar, a veces, son dos lenguajes, dos culturas, dos colores, son dos almas transmitiendo un mismo sentimiento. Una verdad a medias”
En aquest final d'any, l'artista va actuar per primer cop el 6 de desembre al Barclaycard Center de Madrid (antic Palau d'Esports) acompanyada de nombrosos artistes tant espanyols com llatinoamericans.

### 2016: Te cuento un secreto
L'octubre de l'any 2016 es publicà el setè treball discogràfic d'India Martinez, Te cuento un secreto. Els seus senzills Todo no es casualidad i Gris (amb Prince Royce) van ser tot un èxit, fet que comportà que la cantant fos guardonada amb el Disc d'Or.

## Discografia
| Any  | Àlbum                     |
| ---- | ------------------------- |
| 2004 | Azulejos de Lunares       |
| 2009 | Despertar                 |
| 2011 | Trece Verdades            |
| 2012 | Otras Verdades            |
| 2013 | Camino de la Buena Suerte |
| 2014 | Dual                      |
| 2016 | Te cuento un secreto      |

## Vídeos musicals
| Àlbum                     | Any  | Cançó                                           |
| ------------------------- | ---- | ----------------------------------------------- |
| Azulejos de Lunares       | 2008 | Sobrellevé                                      |
| Despertar                 | 2012 | Anna                                            |
| Despertar                 | 2010 | Amanece el día                                  |
| Trece Verdades            | 2011 | Vencer al amor (acústic)                        |
| Trece Verdades            | 2011 | Vencer al amor                                  |
| Trece Verdades            | 2011 | 90 minutos (acústic)                            |
| Trece Verdades            | 2012 | 90 minutos                                      |
| Trece Verdades            | 2012 | Manuela                                         |
| Otras Verdades            | 2012 | Hoy                                             |
| Otras Verdades            | 2012 | Me cuesta tanto olvidarte (amb Jose Maria Cano) |
| Camino de la Buena Suerte | 2013 | Los gatos no ladran                             |
| Camino de la Buena Suerte | 2014 | Ya no me creo                                   |
| Dual                      | 2014 | Dime que será                                   |
| Dual                      | 2014 | Niño sin miedo (amb Rachid Taha)                |
| Dual                      | 2014 | Olvidé respirar (amb David Bisbal)              |
| Dual                      | 2014 | Corazón Hambriento (amb Abel Pintos)            |
| Te cuento un secreto      | 2016 | Todo no es casualidad                           |
| Te cuento un secreto      | 2017 | Gris (amb Prince Royce)                         |
| Te cuento un secreto      | 2017 | Aguasanta                                       |

## Gires musicals
- Gira "Trece Verdades" 2012
- Gira "Otras Verdades" 2013
- Gira "Camino de la Buena Suerte" 2014
- Gira "Te cuento un secreto" 2016

## Promoció musical
| Any  | Títol             | Cançó          | Gènere televisiu                 | Notes                                                                     |
| ---- | ----------------- | -------------- | -------------------------------- | ------------------------------------------------------------------------- |
| 2013 | Mentir para vivir | Déjame soñar   | Telenovel·la                     | Banda sonora protagonitzada per Ricardo Montaner a duo amb India Martínez |
| 2014 | La Siete          | Si me ves      | Autopromoció del canal televisiu | Cortinetes amb b.s.o realitzada per India Martínez i Manuel Carrasco      |
| 2014 | El Niño           | Niño sin miedo | Pel·lícula d'intriga i d'acció   | Banda sonora a carrèc d'India Martínez juntament amb Rachid Taha          |

## Premis i nominacions
| Any  | Premi o Nominació                                                                |
| ---- | -------------------------------------------------------------------------------- |
| 2009 | Nominació als Premis Grammy Llatins (artista revelació i enginyeria de gravació) |
| 2011 | Premi Cadena Dial                                                                |
| 2013 | Nominació als Premis Grammy Llatins i Premi de Cadena Dial                       |

"Trece verdades", "Otras verdades" i "Camino de la buena suerte" han sigut Disc d'Or

## Col·laboracions
- Estopa "Naturaleza"
- Abel Pintos "Corazón Hambriento"
- Rachid Taha "Niño sin miedo"
- Vanesa Martin “90 Minutos”
- Jesús Bienvenido "El rey de la calle".
- Pastora Soler "Soy rebelde" i "Sevilla".
- Sinlache "Amor por tangos".
- La Oreja De Van Gogh "Deseos de cosas imposibles"
- Ricardo Montaner "Déjame soñar".
- Paulo Gonzo "Vencer ao Amor".
- Carlos Rivera "No deben marchitar" i “A tu vera”
- Los Amaya "Ahora".
- Franco de Vita "Cuando tus ojos me miran".
- Los supersingles "La bambola".
- Jorge Luteca "Decisión".
- Enrique Iglesias "Loco"
- Pitingo “Dime que será”
- David de María “Guia de mi luz”
- Manuel Carrasco "Si me ves"
- Maldita Nerea “Mi mejor regalo eres tú”
- Salvador Beltrán “La estrella de la navidad”
- David Bisbal "Olvidé Respirar".
- Pablo Alborán “Vencer al amor” (Acústic a Barcelona – Festes de la Merçè 2011)
- Col·laboració d'India Martínez al cd+dvd de "Los clanners" "Mi mejor regalo eres tu"
- Col·laboració d'India Martínez juntament amb José Angel Carmona per la b.s.o de la pel·lícula"¿Por qué se frotan las patitas?" "Vivir así es morir de amor"
- Col·laboració d'India Martínez juntament amb Pastora Soler per la b.s.o de la pel·lícula"¿Por qué se frotan las patitas?" "Soy Rebelde"
- Prince Royce "Gris"